# Basilique Saint-Antoine de Rheine
La basilique Saint-Antoine de Rheine est une basilique catholique située dans la ville de Rheine en Allemagne.
C'est la plus grande église de Rheine et l'un des plus hauts édifices religieux d'Allemagne.

## Historique
L'édifice a été construit de 1899 à 1905 , à une époque de grande vague de construction d'églises en Allemagne, dans un style néo-roman suivant les plans de l'architecte Franz Klomp.

## Dimensions
Les dimensions de l'édifice sont les suivantes :

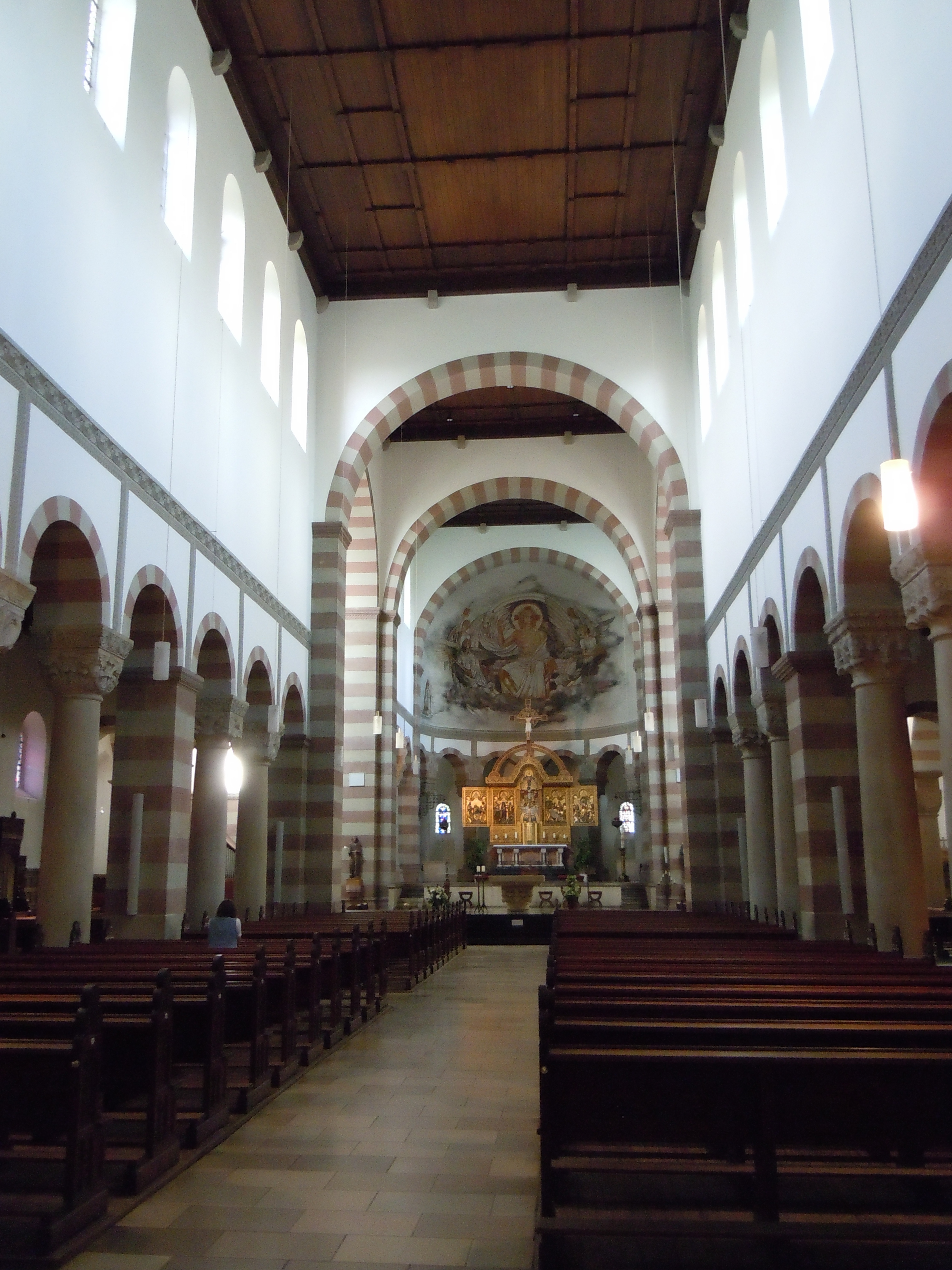
Intérieur de l'édifice.

- Longueur : 90 m
- Hauteur de la tour : 103 m[2]
- Largeur maxi : 39 m